# ホスホリブロキナーゼ
ホスホリブロキナーゼ(Phosphoribulokinase、EC 2.7.1.19)は、以下の化学反応を触媒する酵素である。
ATP + D-リブロース-5-リン酸 {\displaystyle \rightleftharpoons } ADP + D-リブロース-1,5-ビスリン酸
従って、基質はアデノシン三リン酸(ATP)とD-リブロース-5-リン酸の2つ、生成物はアデノシン二リン酸(ADP)とD-リブロース-1,5-ビスリン酸の2つである。
この酵素は転移酵素、特にアルコール基を受容体としてリンを含む官能基を転移させるホスホトランスフェラーゼに分類される。系統名は、ATP:D-リブロース-5-リン酸 1-ホスホトランスフェラーゼ(ATP:D-ribulose-5-phosphate 1-phosphotransferase)である。また、ホスホペントキナーゼ、PRK等とも呼ばれる。この酵素は、炭酸固定に関与している。

## 構造
2007年末時点で、1つの構造が解かれている。蛋白質構造データバンクのコードは、1A7Jである。